# Iuno (band)
Iuno is een Nederlandse triphopband, die bestond van 1999 tot en met 2006.
Zangeres Stella Bergsma en producer/muzikant Steven de Munnik werden op het podium terzijde gestaan door het IunoLab, een steeds veranderend collectief van muzikanten, vj’s en multimedia-artiesten. De band stond onder meer op het Crossing Border festival (2002) en deed mee met Popronde 2005.

## Discografie
- Everyone's gone (2001)
- Everything Nothing (2004 - AKH records).